# Niedzielne popołudnie na wyspie Grande Jatte
Niedzielne popołudnie na wyspie Grande Jatte (fr. Un dimanche après-midi à l'Île de la Grande Jatte) – obraz Georges’a Seurat namalowany techniką puentylizmu w latach 1884–1886. Początkowo niepochlebnie odbierany przez krytykę, obecnie uważany jest za jedno z arcydzieł malarza i nazwany nawet „wieżą Eiffla malarstwa”.

## Okoliczności powstania
Seurat rozpoczął malowanie Niedzielnego popołudnia... wiosną 1884, po ukończeniu obrazu Kąpiel w Asnières, być może chcąc stworzyć dopełnienie Kąpieli... (przed dodaniem przez Seurata kropkowanej ramy do Niedzielnego popołudnia... oba obrazy były tej samej wielkości). Pracował nad obrazem na wyspie La Grande Jatte, leżącej w pobliżu Asnières. Było to ówcześnie popularne miejsce wypoczynku mieszkańców Paryża. Początkowo tworzył niewielkie szkice na pudełkach od cygar, następnie przystąpił do tworzenia szczegółowych studiów. Sam obraz zaczął malować prawdopodobnie zimą 1884. Do ukończonego obrazu zdecydował się wprowadzić zmiany (prawdopodobnie po niepochlebnych uwagach Pissarra) i przerabiał go aż do wiosny 1886.
Pierwsza wersja obrazu była namalowana techniką impresjonistyczną (z szerszymi niż w wersji ostatecznej pociągnięciami pędzla), w drugiej stosował już technikę, która później określona zostanie nazwą puentylizmu – pociągnięcia pędzla zastąpiły drobne, różnobarwne punkty i niewielkie kreski. Ponadto w wersji ostatecznej postacie pierwszoplanowe mają płynniejsze kontury, a na kolorystykę obrazu składa się więcej żywych barw (pomarańczy, żółci, zieleni). Aby uniknąć w procesie malowania problemów ze zmieniającym się natężeniem oświetlenia naturalnego, które zmieniałoby sposób odbioru nasycenia barw, Seurat pracował przy sztucznym oświetleniu.
Malując swój obraz Seurat użył nowego wówczas pigmentu – żółcieni cynkowej (chromianu cynku), najbardziej widocznej na jasnych fragmentach trawnika na obrazie, oraz mieszanki pigmentów pomarańczowego i niebieskiego. Po opływie ponad wieku od namalowania dzieła żółcień cynkowa pociemniała, nabierając odcienia brązu, co uwidoczniło się jeszcze za życia artysty.

## Charakterystyka obrazu
Obraz przedstawia ludzi wypoczywających w niedzielę na wyspie La Grande Jatte. Wyspa pełna jest drzew, dzień jest słoneczny. Na obrazie malarz nie ujął żadnej ze znajdujących się wtedy na wyspie rezydencji, kafejek czy restauracji. Z lewej strony płótna widać fragment wody i płynące po niej żaglówkę, parowiec i łódkę. Na lądzie widać ludzi; część z nich przechadza się, inni łowią ryby lub siedzą na trawie. Widać między innymi matkę spacerującą z ubraną na biało córeczką, dwóch żołnierzy ze szkoły wojskowej Saint-Cyr, starszą kobietę chowającą się pod parasolem, dziewczynę układającą kwiaty oraz mężczyznę palącego fajkę. Na obrazie widać też zwierzęta: psy, żółtego motyla oraz małpkę, trzymaną na smyczy przez kobietę. Postacie są zgeometryzowane, upozowane i, z wyjątkiem podskakującej, ubranej na pomarańczowo dziewczynki w prawej części obrazu, nieruchome. Są również silnie stypizowane, brakuje im mimiki czy indywidualności – są całkowicie sprowadzone do rekwizytów, na przykład nakryć głowy, akcesoriów i tym podobnych. W niektórych przypadkach akcesoria te są znaczące: małpka prowadzona przez parę w prawej części obrazu symbolizuje trudne do powstrzymania popędy, a łowiąca ryby kobieta z części lewej odwołuje się do popularnego ówcześnie kojarzenia samotnie wędkującej kobiety z kobietą lekkich obyczajów. Z kolei biała sukienka znajdującej się w centrum obrazu dziewczynki może symbolizować niewinność.
Seurat nie przedstawił wiernie linii brzegowej wyspy, jako że uniemożliwiałoby mu to jednoczesne przedstawienie ludzi siedzących na brzegu i tych włóczących się po wyspie.

## Recepcja
Obraz Seurata został po raz pierwszy zaprezentowany w 1886 na ósmej wystawie impresjonistów. Spotkał się z niechęcią krytyków, głównie z powodu zastosowanej, nowatorskiej techniki. Krytykowano przede wszystkim sposób przedstawienia postaci oraz malowanie przy zastosowaniu małych punktów. Krytyk sztuki, Félix Fénéon tak opisał i zanalizował tę technikę: 

Jeżeli przypatrzymy się tu jednemu decymetrowi kwadratowemu, pokrytemu jednolitym tonem, odnajdziemy na każdym centymetrze tej powierzchni w wirującej masie drobnych cząstek wszystkie elementy składowe tonu. Trawnik w cieniu: dotknięcia pędzla oddają w większości kolor lokalny trawy, inne purpurowe, wprowadzają działanie dopełniającego koloru zieleni; jakiś cyjanowy błękit wywołany bliskością powierzchni trawy w słońcu zbiera swoje drobne rozsiania przy linii demarkacyjnej i stopniowo dalej je przerzedza. W tworzeniu się tej powierzchni współdziałają tylko dwa rodzaje zieleni i słoneczny oranż, jako że wszystkie reakcje zamierają przy tak gwałtownym szturmie światła. (...) owe kolory odosobnione na płótnie łączą się na siatkówce: osiąga się zatem nie melanż barw-surowców (pigmentów) ale melanż świateł (...) kompletny i systematyczny wzór tego nowego malarstwa przedstawił Georges Seurat.

 Ten sam krytyk użył w odniesieniu do obrazu określenia pointylizm („kropkowanie”), które, choć w zamierzeniu deprecjonujące, przyjęło się z czasem jako neutralne określenie takiej techniki. Sam Seurat określał swoją technikę mianem dywizjonizmu.
Szkice do obrazu Niedzielne popołudnie na wyspie Grande Jatte

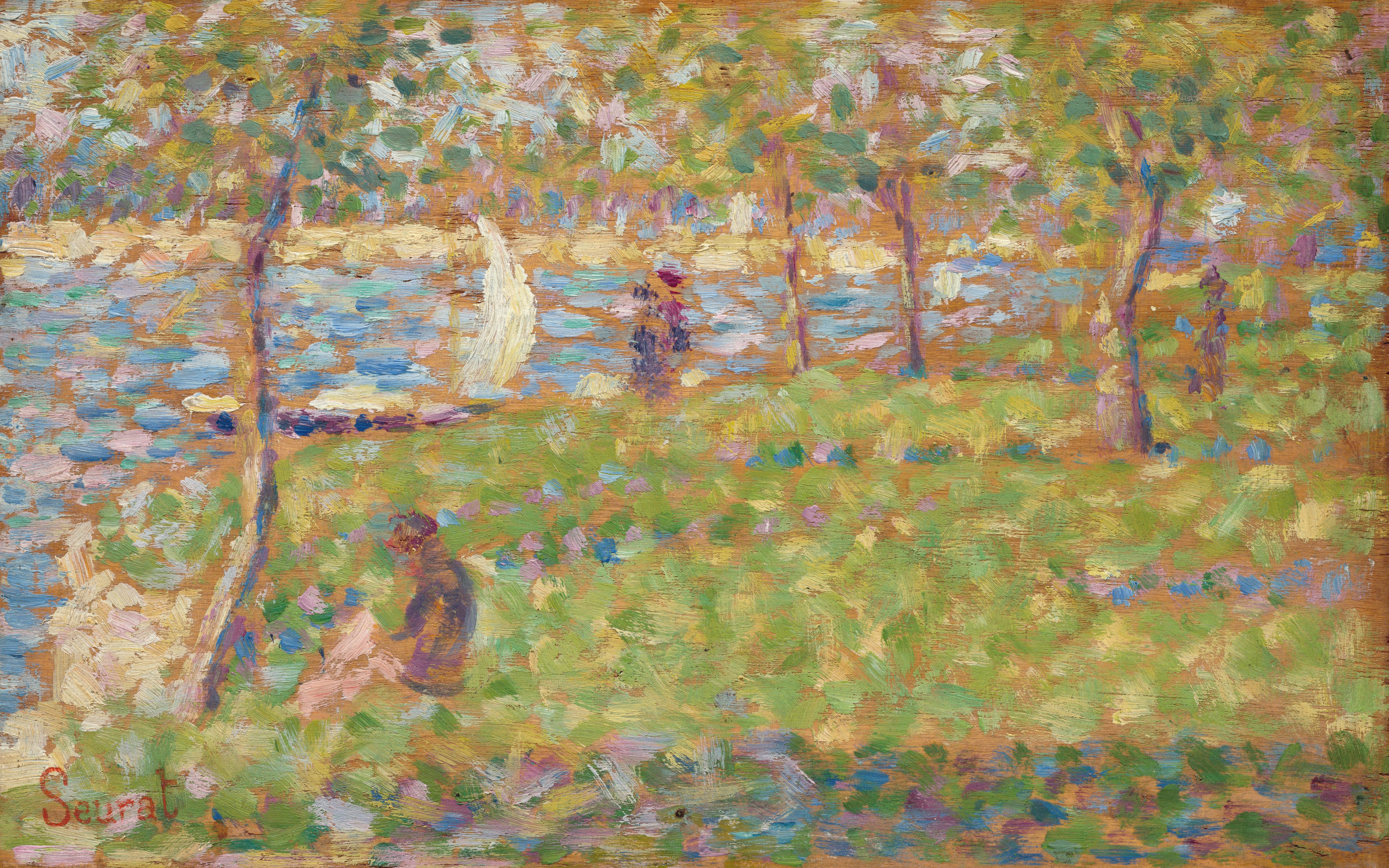
Studium La Grand Jatte (1884)
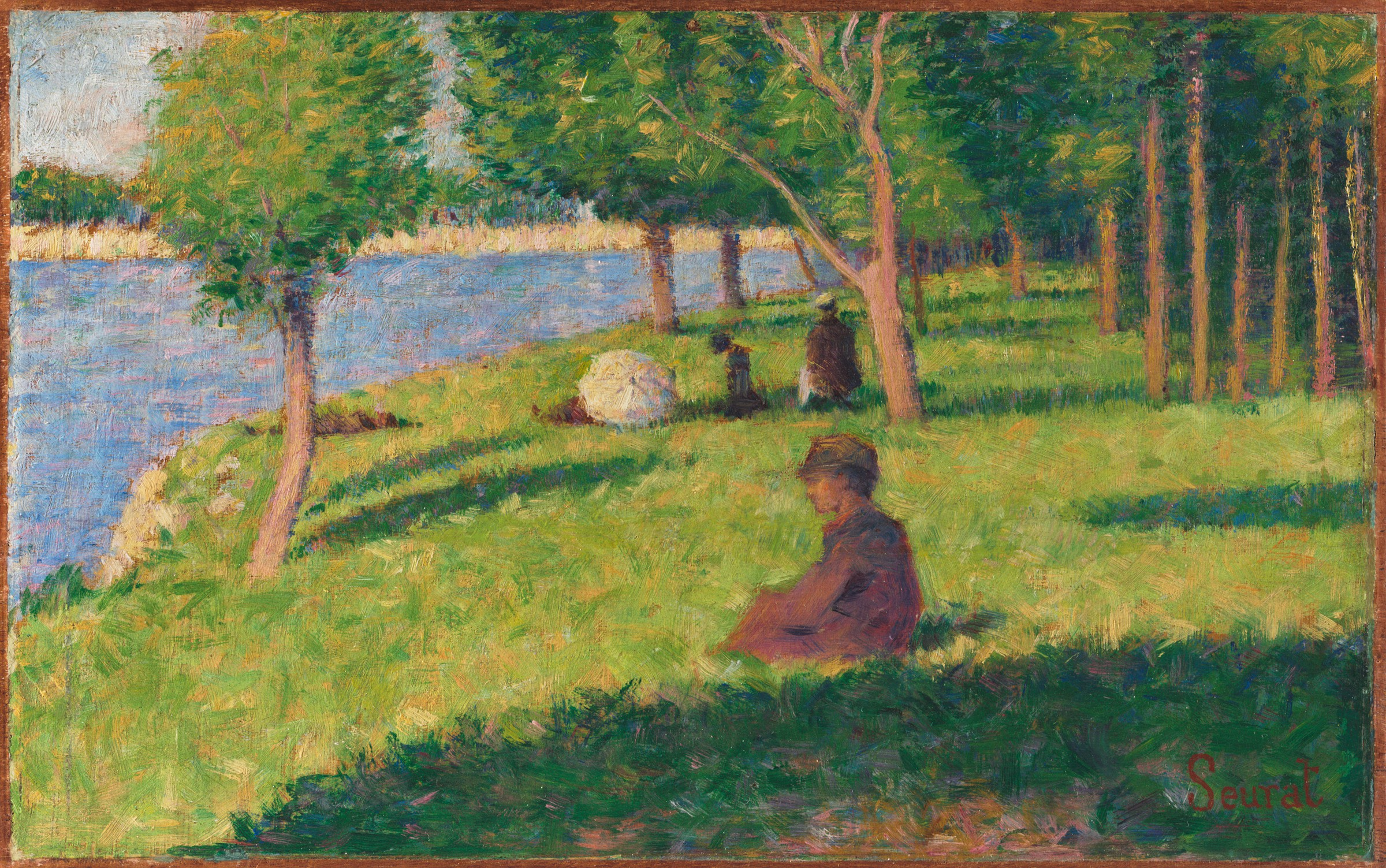
Wyspa Grande Jatte (1884)
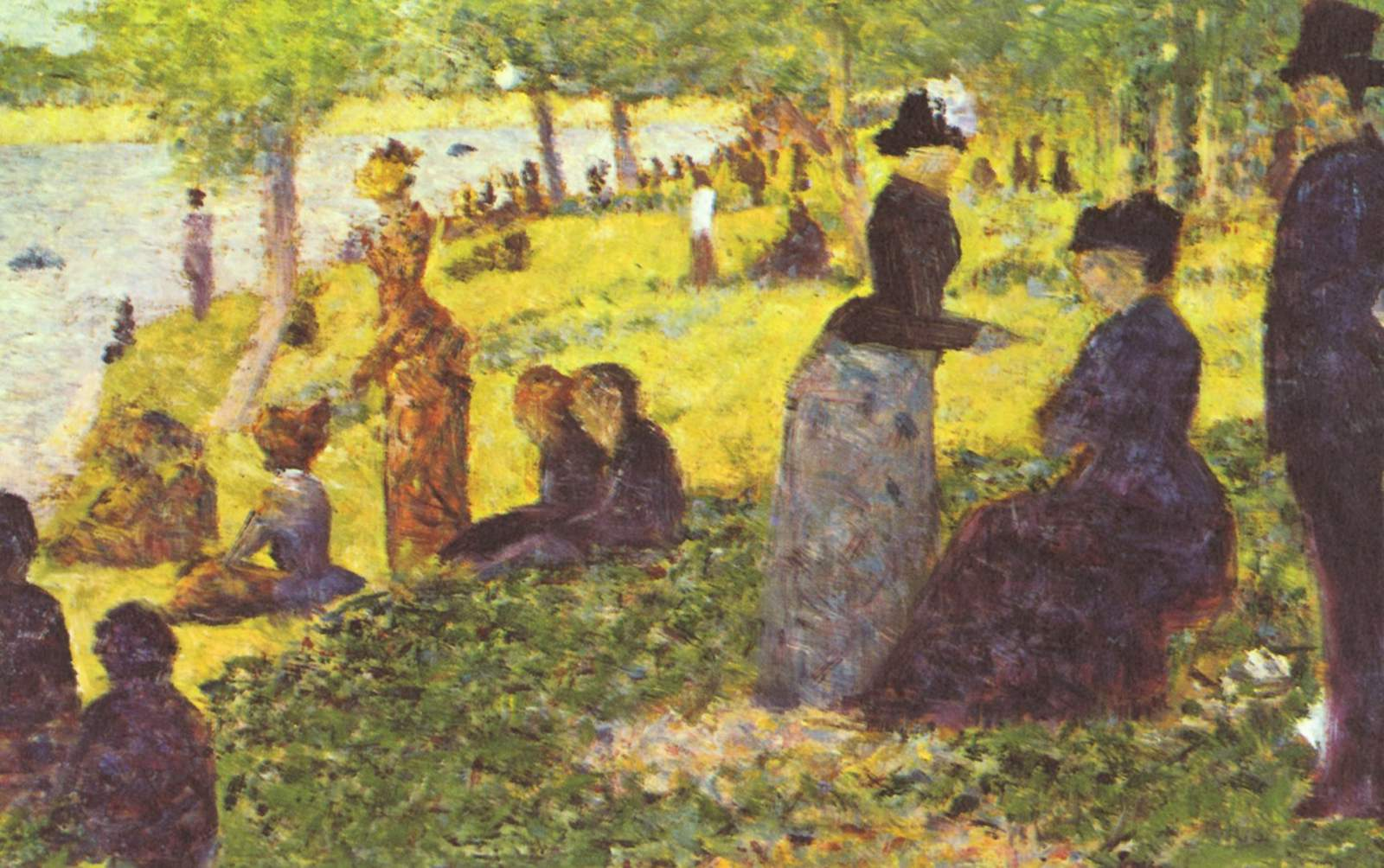
Wyspa Grande Jatte z letnikami (1884)
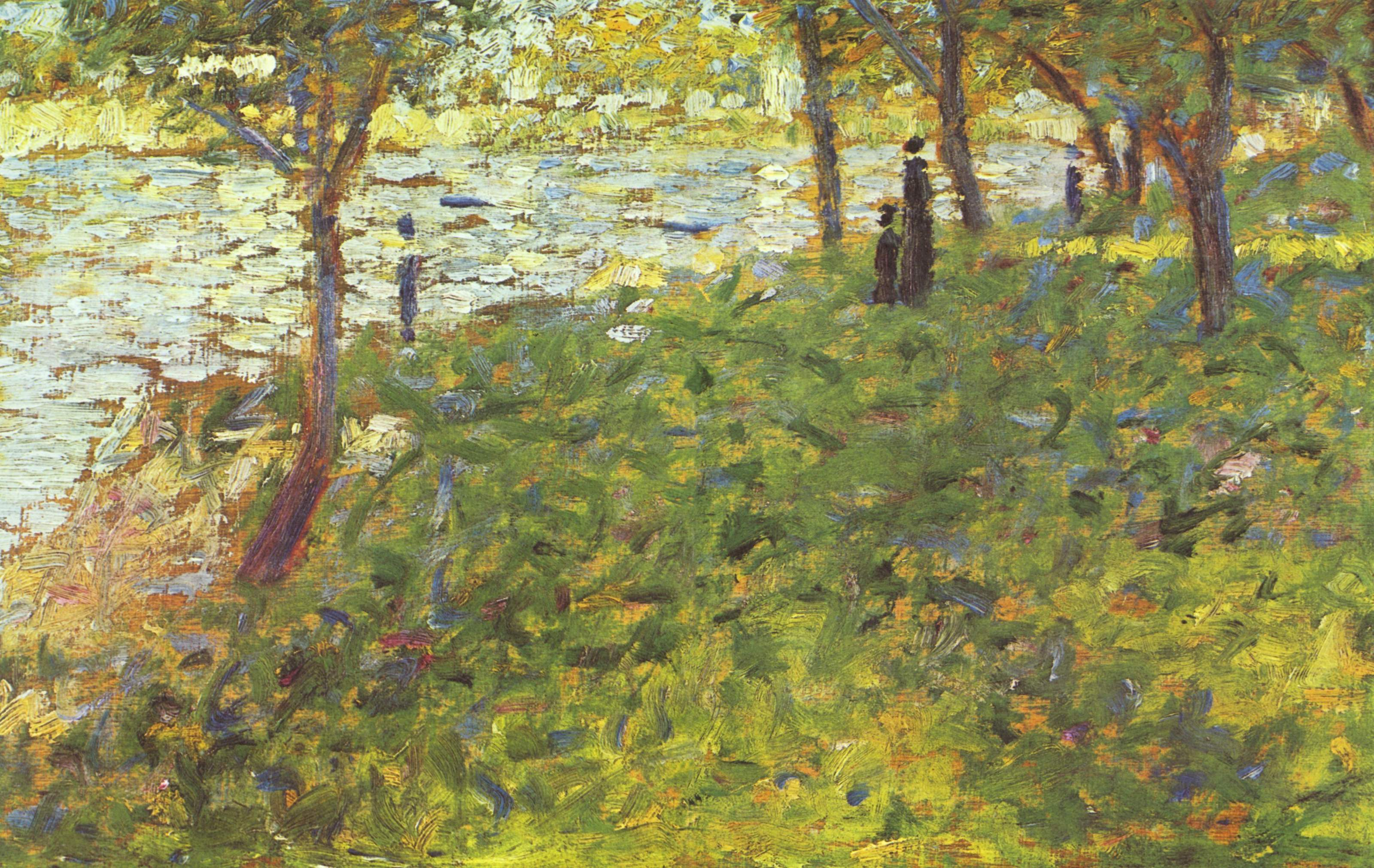
Pejzaż i postacie (1884–1885)
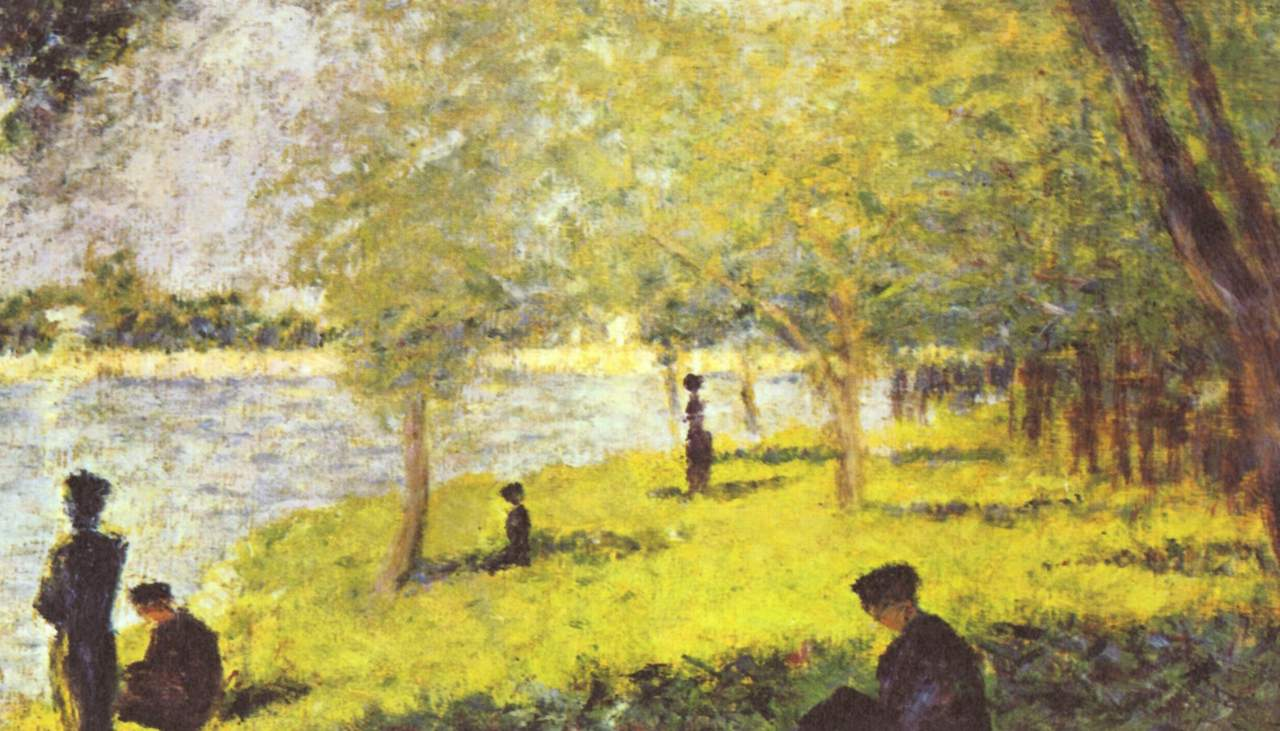
Grupa postaci (1884–1885)
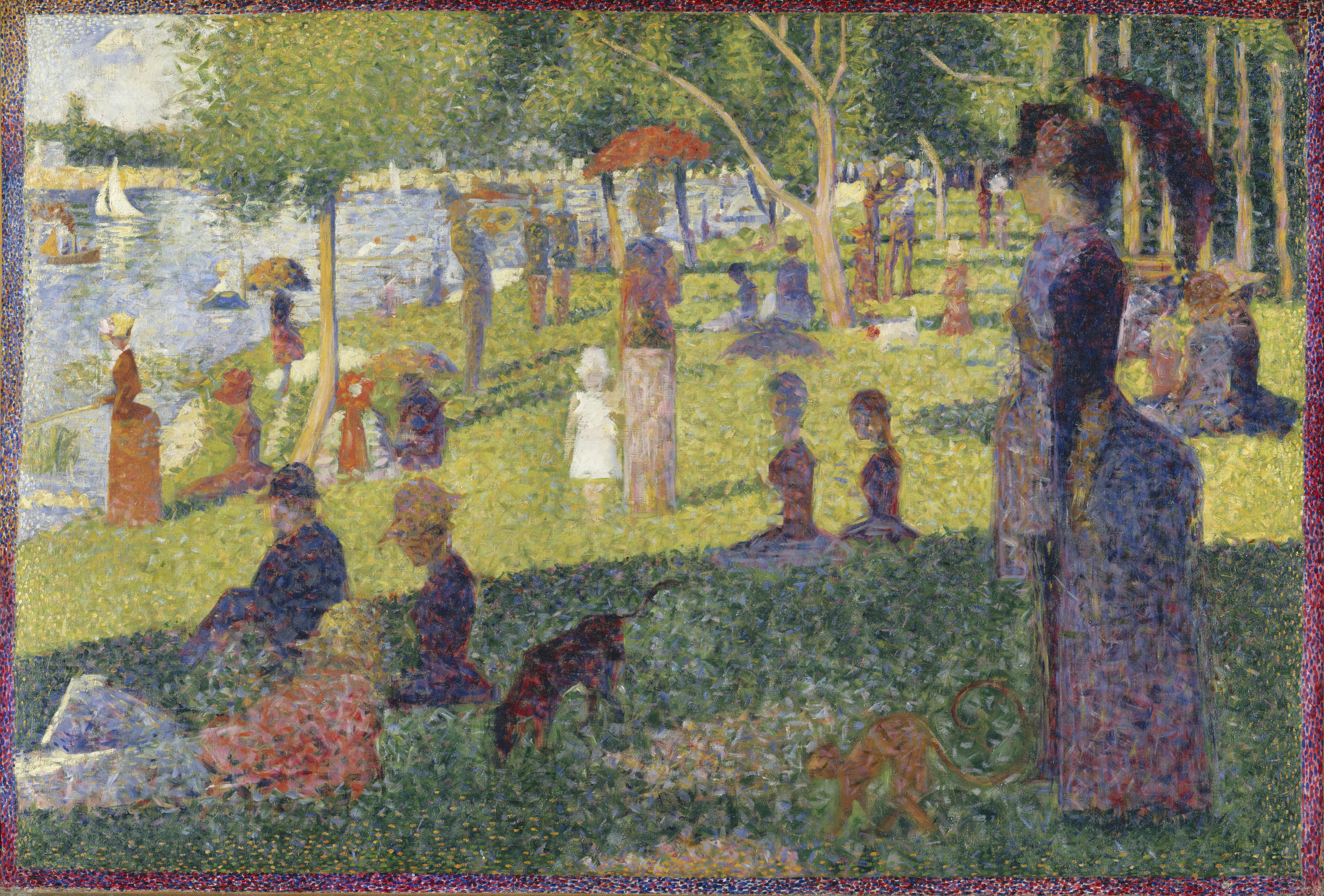
Szkic grupy (1884–1885)
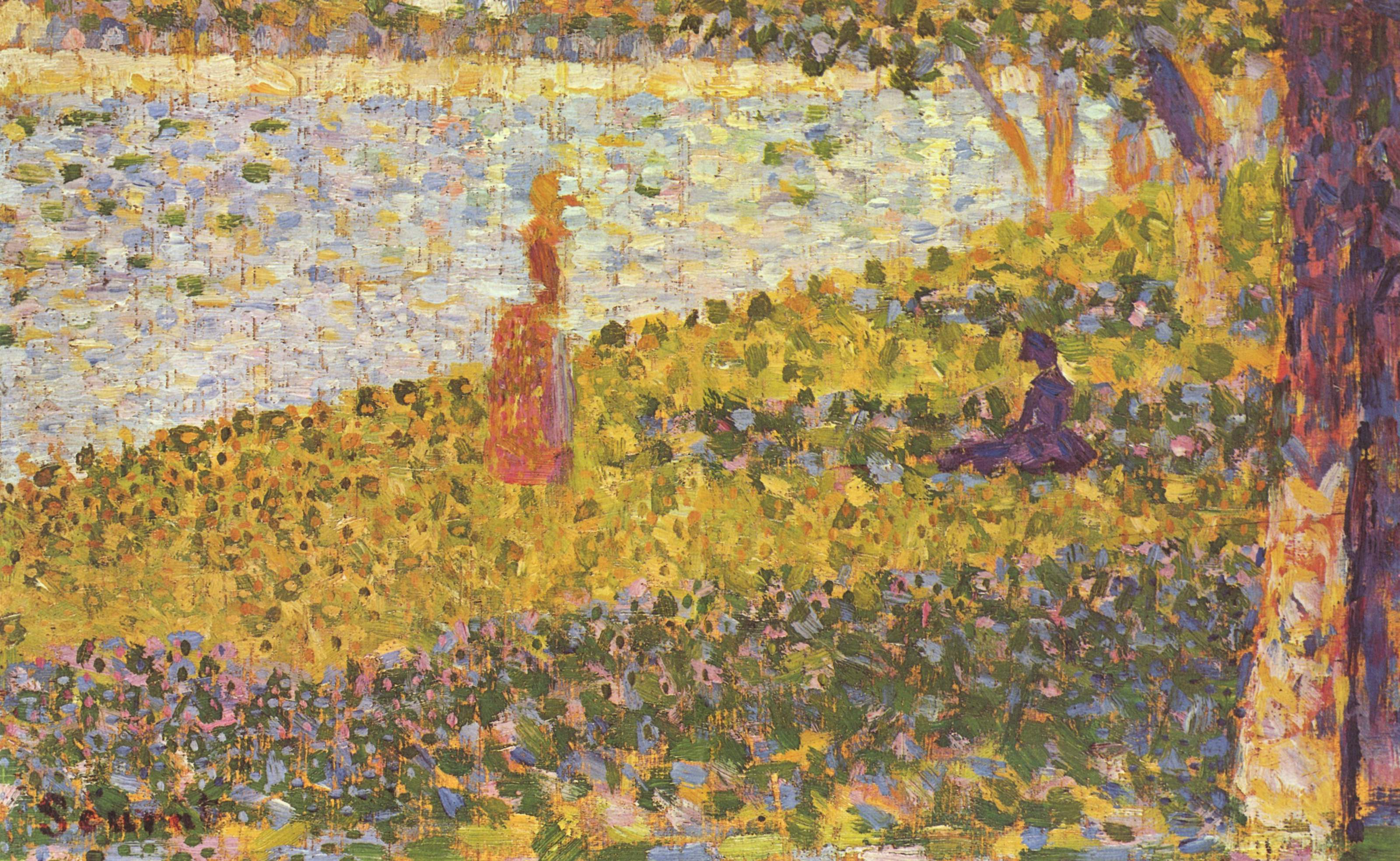
Kobiety nad wodą (1885–1886)
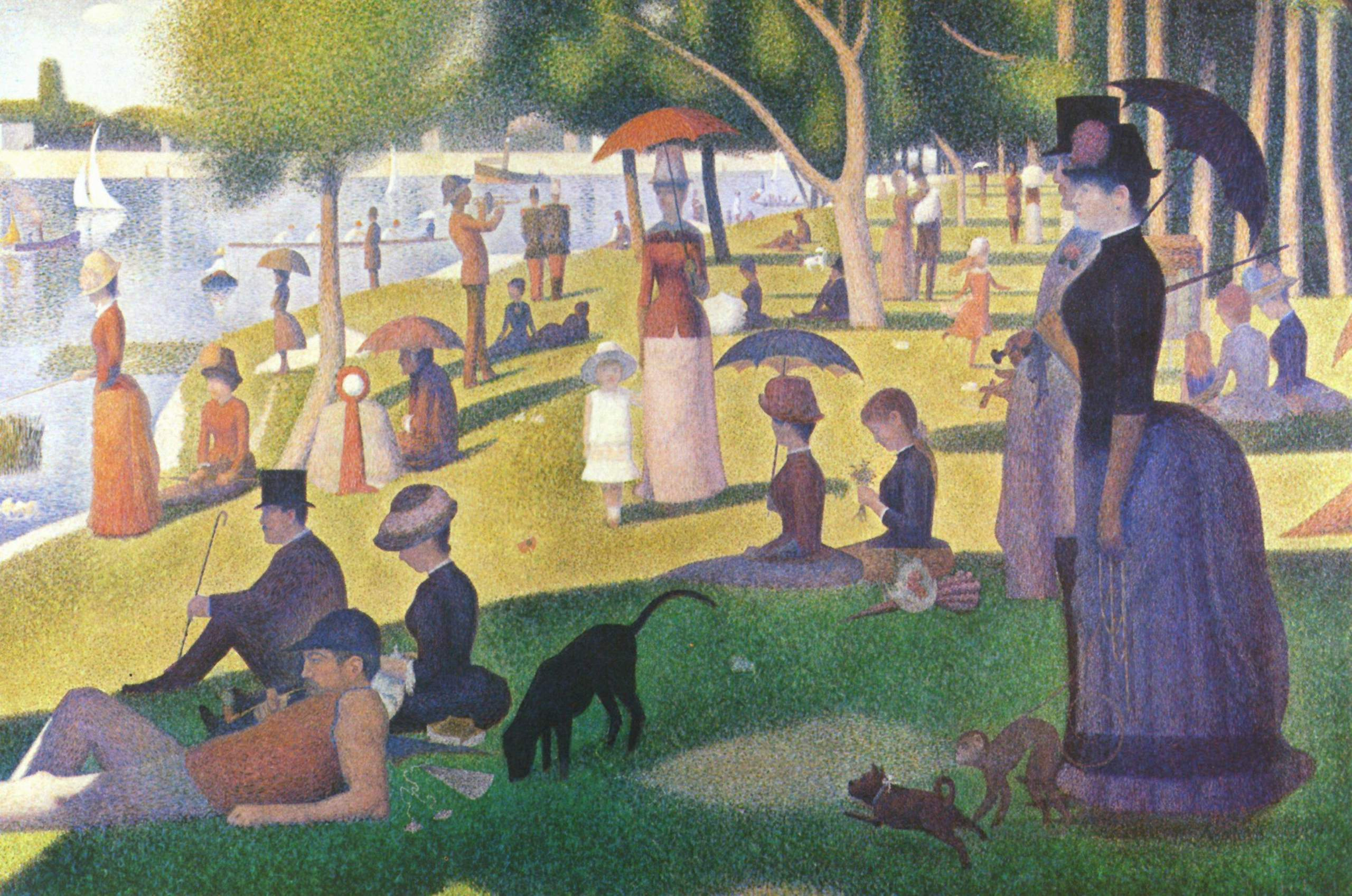
Niedzielne popołudnie na Grande Jatte (1884–1886)